# Sigismund Liechtenberg
‎Sigismund Liechtenberg, slovenski jezuit, teolog in filozof, * 25. april 1688, grad Ortnek, † 26. januar 1765, Ljubljana.
Trikrat je bil je rektor Jezuitskega kolegija v Ljubljani: 25. november 1731-30. maj 1735, 27. julij 1738-27. september 1741 in 7. december 1749-11. januar 1753. Rektor pa je bil še v v Gradcu (1735-1738), v Linzu (1742-1745) in v Passau (1745-1748).